# Mitane
Mitane (japanska: 三種町?, Mitane-chō) är en landskommun (köping) i Akita prefektur i Japan.  